# Kim Jong-min
Kim Jong-min (* 14. Juli 1993) ist ein ehemaliger südkoreanischer Biathlet und Skilangläufer.
Kim Jong-min hatte seinen ersten internationalen Einsätze in Nové Město na Moravě, wo er bei den Sommerbiathlon-Weltmeisterschaften 2011 an den Start ging, 33. des Sprints wurde und im Verfolgungsrennen als überrundeter Läufer das Rennen nicht beenden konnte. Im Mixed-Staffelrennen wurde er Sechster. Es folgten Einsätze bei den Europameisterschaften 2012 in Osrblie, wo Kim im Sprint mit zwei Schießfehlern 57. wurde. Im Verfolgungsrennen wurde er neben dem Polen Adam Kwak als erster und einziger überrundeter Läufer aus dem Rennen genommen. Nach den beiden ersten Schießen hatte er nur einen Treffer geschafft und war so weit zurückgefallen, dass er nach der Hälfte des Rennens dieses beenden musste. Es folgten die Weltmeisterschaften in Ruhpolding, bei denen der Südkoreaner 126. im Sprint und mit Je-Uk Jun, In-Bok Lee und Kim Yong-gyu als Schlussläufer in einer überrundeten Staffel auf den 27. Rang kam. In den folgenden Jahren belegte er bei den Biathlon-Weltmeisterschaften 2015 in Kontiolahti den 119. Platz im Einzel, den 100. Rang im Sprint, den 26. Platz in der Mixed-Staffel sowie den 25. Platz in der Staffel, bei den Biathlon-Europameisterschaften 2015 in Otepää den 77. Platz im Einzel, den 74. Rang im Sprint sowie den 18. Platz in der Staffel, bei den Biathlon-Weltmeisterschaften 2016 in Oslo den 93. Platz im Einzel, den 92. Rang im Sprint sowie den 24. Platz in der Mixed-Staffel und bei den Biathlon-Weltmeisterschaften 2017 in Hochfilzen den 96. Platz im Sprint, den 83. Rang im Einzel sowie den 23. Platz in der Staffel. Zudem nahm er bis zu seinem Karriereende im Jahr 2018 am Biathlon-Weltcup teil. Seine beste Platzierungen dabei in einem Einzelrennen erreichte er in der Saison 2016/17 in Oberhof mit dem 79. Platz im Sprint.
Neben Biathlon betrieb Kim auch Skilanglauf. 2010 bestritt er mehrere Rennen im Far East Cup und erreichte dabei einmal als Neunter über 10 Kilometer Freistil eine einstellige Platzierung.

## Biathlon-Weltcup-Platzierungen
Die Tabelle zeigt alle Platzierungen (je nach Austragungsjahr einschließlich Olympische Spiele und Weltmeisterschaften).
- 1.–3. Platz: Anzahl der Podiumsplatzierungen
- Top 10: Anzahl der Platzierungen unter den ersten zehn (einschließlich Podium)
- Punkteränge: Anzahl der Platzierungen innerhalb der Punkteränge (einschließlich Podium und Top 10)
- Starts: Anzahl gelaufener Rennen in der jeweiligen Disziplin
- Staffel: inklusive Mixed- und Single-Mixed-Staffeln

| Platzierung         | Einzel | Sprint | Verfolgung | Massenstart | Staffel | Gesamt |
| ------------------- | ------ | ------ | ---------- | ----------- | ------- | ------ |
| 1. Platz            |        |        |            |             |         |        |
| 2. Platz            |        |        |            |             |         |        |
| 3. Platz            |        |        |            |             |         |        |
| Top 10              |        |        |            |             |         |        |
| Punkteränge         |        |        |            |             | 21      | 21     |
| Starts              | 7      | 18     |            |             | 22      | 47     |
| Stand: Karriereende |        |        |            |             |         |        |